# جست فلافل
جي إف ستريت فود هي سلسلة مطاعم من مطبخ البحر الأبيض المتوسط، تأسست عام 2007 في أبوظبي، الإمارات العربية المتحدة. افتتح أول فرع لجست فلافل في أبوظبي، تمتلك السلسلة اليوم 46 فرعًا في 11 دولة.
تقدم جست فلافل مجموعة من الأطباق التي تعتمد بشكل رئيسي على الفلافل، ولكنها أيضًا تقدم مجموعة واسعة من أطعمة الشوارع المتوسطية الأصيلة الأخرى مثل الشاورما، بالإضافة إلى مجموعة مختارة من المزة مثل الحمص، التغميس، السلطات، والحلويات.
افتتحت جست فلافل امتيازات في الولايات المتحدة وأستراليا وكندا والإمارات العربية المتحدة وقطر والبحرين والكويت وتركيا وعمان ومصر والمملكة العربية السعودية والمملكة المتحدة وبلجيكا.

## روابط خارجية
- الموقع الرسمي